# Antje Brüggemann-Breckwoldt

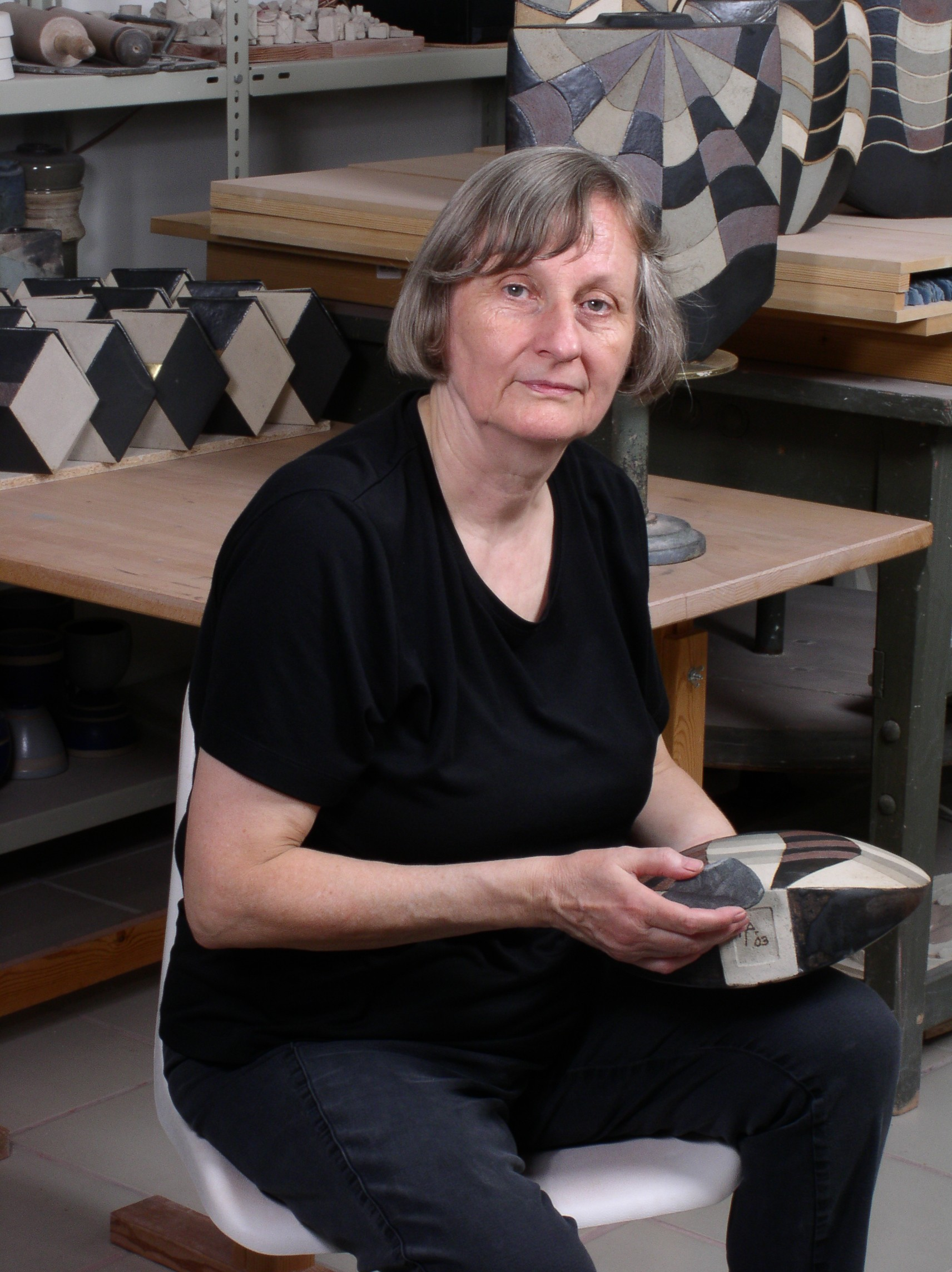
Antje Brüggemann-Breckwoldt

Antje Brüggemann-Breckwoldt (* 17. Juni 1941 in Bützow als Antje Breckwoldt; † 2. September 2023 in Wippershain) war eine deutsche Keramikerin.

## Leben
Nach ihrem Abitur im Jahr 1961 in Westerland auf Sylt trat Antje Breckwoldt eine zweijährige Töpferlehre in der Kunsttöpferei Helma Klett in Fredelsloh/Solling an, die sie 1963 mit der Gesellenprüfung abschloss. Anschließend studierte sie bis 1965 Keramik bei Jan Bontjes van Beek an der Hochschule für bildende Künste Hamburg. In den Jahren 1965 bis 1966 setzte sie ihr Studium bei Walter Popp an der Hochschule für Bildende Künste in Kassel fort. Von 1966 bis 1969 betrieb Breckwoldt in Westerland ihre erste Keramik-Werkstatt und wurde dabei von Jakob Wilhelm Hinder durch monatliche Ankäufe und Berichte in der Keramischen Zeitschrift unterstützt. Anschließend nahm Breckwoldt ab 1969 für drei Semester das Studium bei Walter Popp in Kassel wieder auf. In dieser Zeit beschäftigte sie sich zudem mit Fotografie und Siebdruck. Im selben Jahr heiratete sie den Bildhauer und Kunsterzieher Volker Brüggemann und nannte sich seitdem Brüggemann-Breckwoldt. 1975 fand der Umzug mit ihrer Werkstatt nach Wippershain/Schenklengsfeld bei Bad Hersfeld statt. Dort lebte und arbeitete sie bis zu ihrem Tod im September 2023.
Nach ihrer ersten Einzelausstellung im Jahr 1972 in der Kunstkammer Ludger Köster, Mönchengladbach, folgten zahlreiche weitere Ausstellungen und Wettbewerbsbeteiligungen im In- und Ausland.
1979 wurde Brüggemann-Breckwoldt als Mitglied in die Académie Internationale de la Céramique (AIC) in Genf (International Academy of Ceramics, Geneva) berufen. Die deutschen Mitglieder der AIC schlossen sich 1983/1984 in der Gruppe 83 – Deutsche Keramiker zusammen.
In den Jahren 1980 bis 1992 arbeitete Brüggemann-Breckwoldt auch für die Firma Rosenthal in Selb und kreierte unter anderem  Entwürfe in Steinzeug und Porzellan wie Vasen, Schalen und Dosen. Für die Rosenthal Studio-Linie kreierte sie beispielsweise die Künstler-Sammeltasse Nr. 24 und die Künstler-Sammeldose Nr. 9.
1997 erstellte sie einen Entwurf für British Airways und die Deutsche BA zur farblichen Gestaltung eines Flugzeughecks.

## Werk
Während ihrer langjährigen Tätigkeit als Keramikerin gab es für Brüggemann-Breckwoldt drei Hauptthemen: das gedrehte Gefäß, das gebaute Gefäß und die freie Arbeit in Form von Reliefs und Stillleben. In den letzten Jahren entstanden überwiegend gebaute Gefäße, bei denen Form und Oberflächengestaltung zu spannenden Aussagen führen. Gefäßoberflächen suggerieren Tiefenräumlichkeit durch intarsienartig eingearbeitete und nur zum Teil glasierte Tone. Als Material verwendet sie Feinsteinzeugmassen. Der Reduktionsbrand findet bei 1300 °C im Gasofen statt.
Im Informationsportal für deutsche und europäische Künstlerkeramik wird zusammenfassend festgestellt:

„Antje Brüggemann-Breckwoldt ist eine vielfach ausgezeichnete Keramikerin mit eigener Formsprache und interessanter Oberflächengestaltung. Sie ist bekannt für Ihre Gefäßmontagen und die plastischen Stillleben.“

Werksauswahl
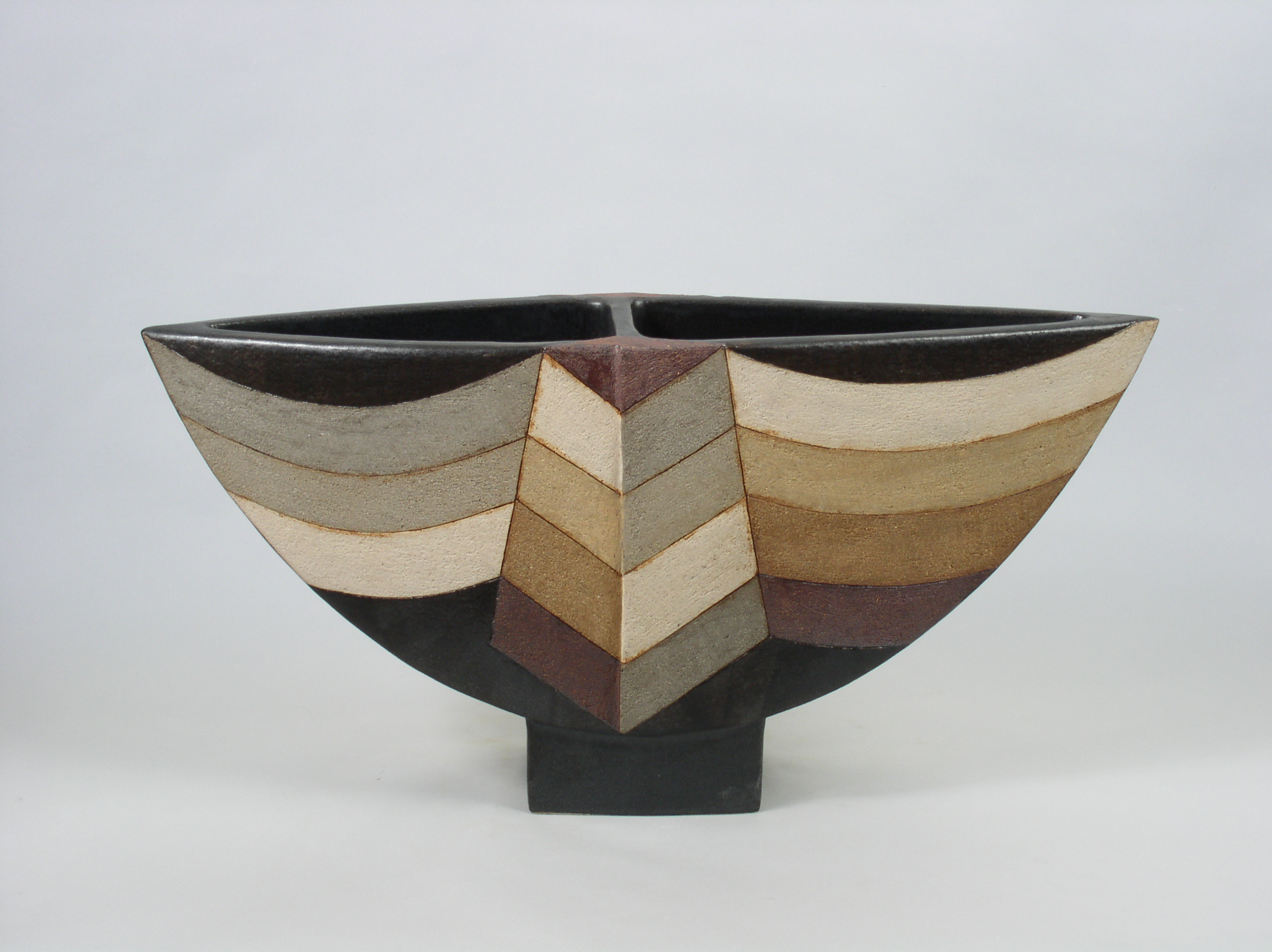
Vase, 2000
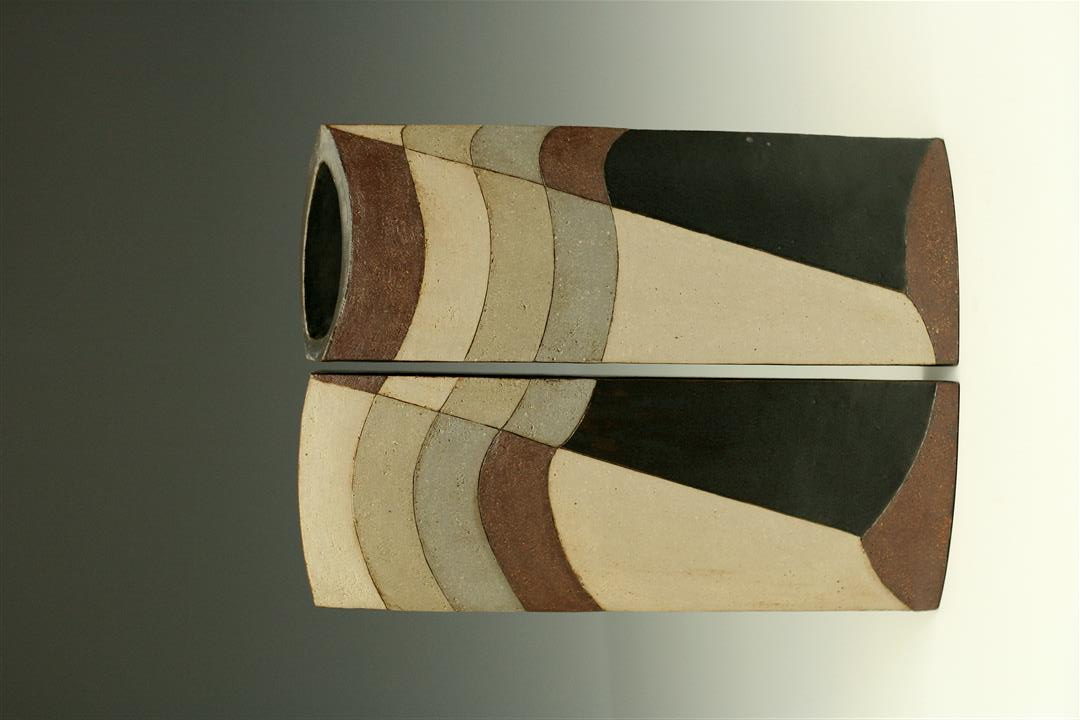
Doppelform, 2006
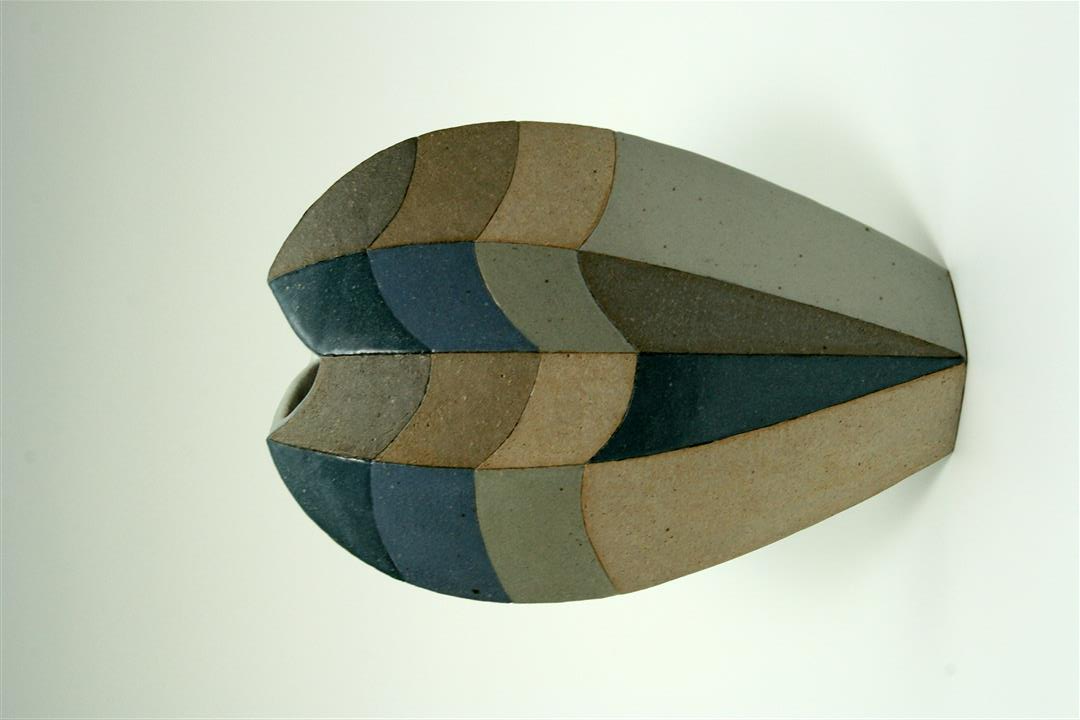
Rundliche Form, 2013
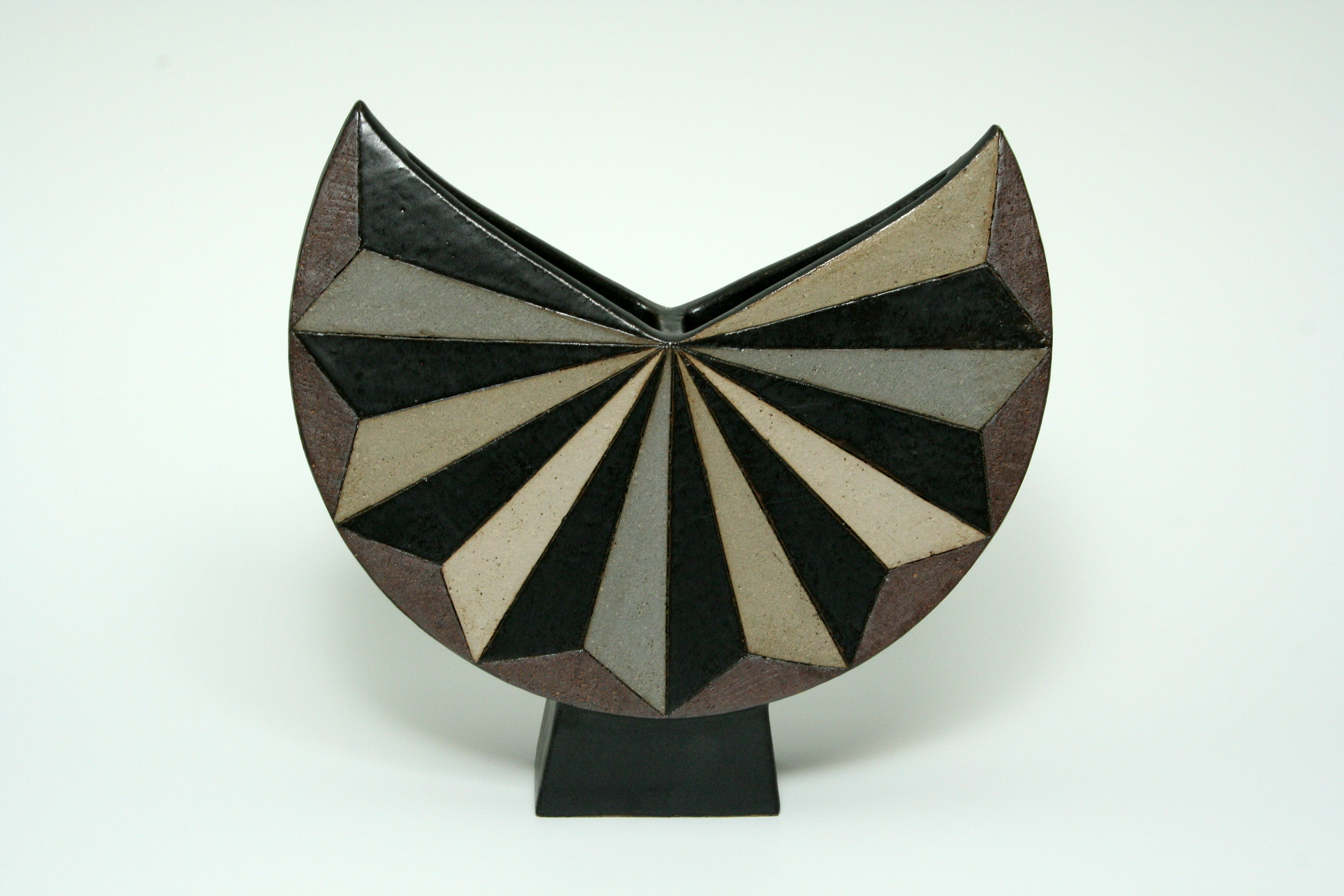
Fächerform, 2009
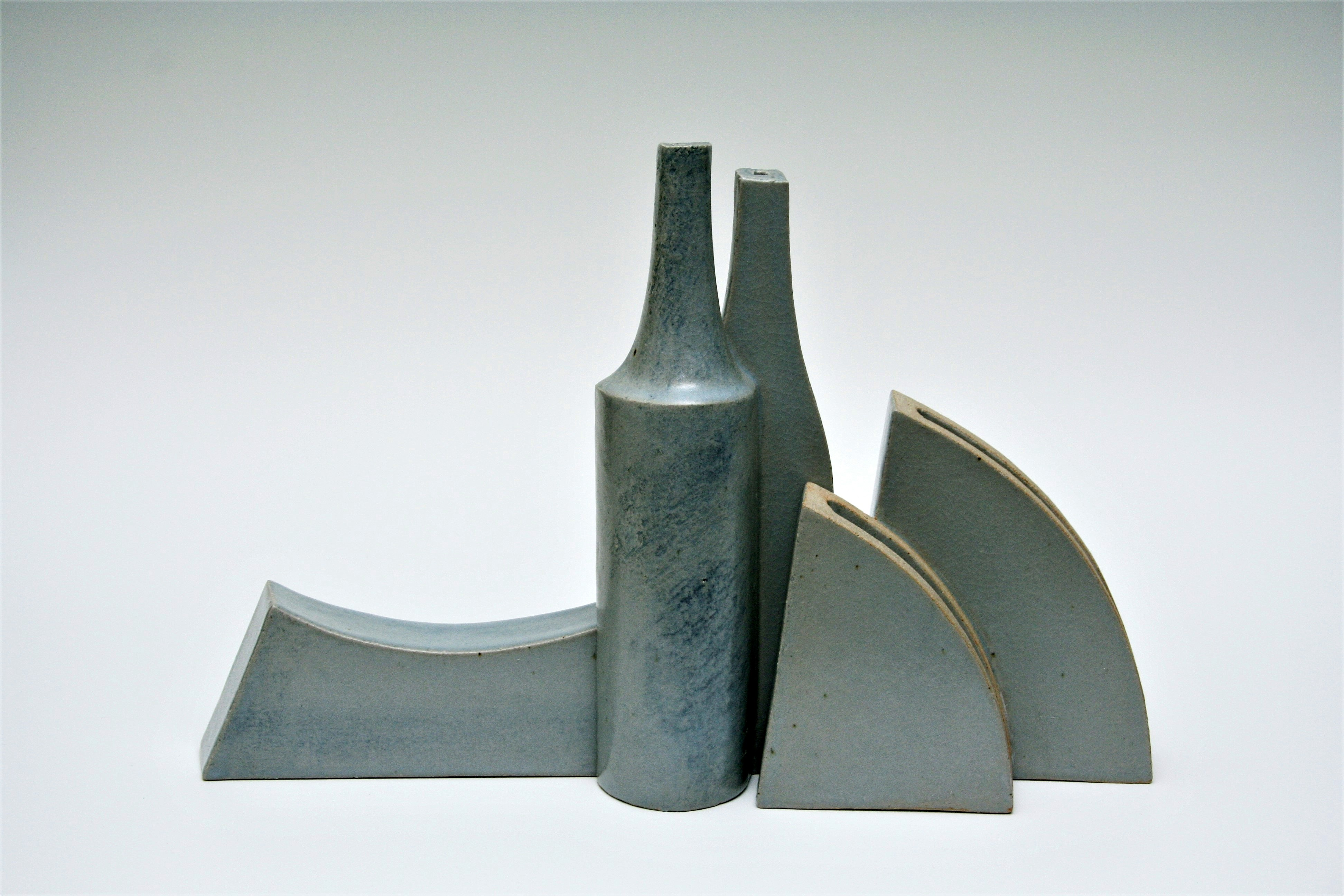
Flaschenstillleben, dreiteilig, 2014

## Sammlungen
- Berlin, Keramik-Museum Berlin
- Edenkoben, Villa Ludwigshöhe, Sammlung Hinder-Reimers
- Leipzig, Grassimuseum
- Ludwigsburg, Keramik-Museum im Schloss Ludwigsburg
- München, Sammlung Freiberger, Schenkung an die Neue Sammlung, Design in der Pinakothek der Moderne
- Vertreten in etwa 40 Sammlungen weltweit

## Ausstellungen (Auswahl)
- Ab 1966: mehrmalige Teilnahme an der Jahresmesse des Norddeutschen Kunsthandwerks im Museum für Kunst und Gewerbe, Hamburg
- 1969: Kunstgewerbemuseum Köln anlässlich der Verleihung des 1. Preises beim Richard-Bampi-Preis
- 1970: Werkstoff und Form, Focke-Museum Bremen
- 1972: Kunstkammer Ludger Köster, Mönchengladbach
- 1980: Antje Brüggemann, Philippe Lambercy, Barbara Stehr, Galerie Charlotte Hennig, Darmstadt (Einführung: Wolfgang Kermer)
- 1981: Museum für moderne Keramik, Deidesheim, Gemeinschaftsausstellung mit Volker Brüggemann
- 1983: Kunstsammlungen der Veste Coburg
- 1991: Das keramische Objekt, Forum Form im Emslandmuseum Clemenswerth
- 2016: Ausstellung zum 75. Geburtstag von Antje Brüggemann-Breckwoldt, Keramik-Museum Berlin (KMB),[4]

## Ehrungen und Auszeichnungen (Auswahl)
- 1969: Richard-Bampi-Wettbewerb zur Förderung junger Töpfer und Keramikkünstler, 1. Preis[5]
- 1970: Auszeichnung, Ausstellung „Werkstoff und Form“, Bremen
- 1975: Westerwaldwettbewerb in Höhr-Grenzhausen, 3. Preis
- 1975: Preis der Justus-Brinkmann-Gesellschaft, Hamburg, Museum für Kunst und Gewerbe Hamburg
- 1977: Staatspreis der Freien und Hansestadt Hamburg
- 1979: Mitglied der Académie Internationale de la Céramique (AIC) in Genf
- 1985: Westerwaldpreis für das gebaute Gefäß[6]
- 1992: Preis der 1. Internationalen Triennale für Keramik, Kairo

## Publikationen
- Keram. Arbeiten, zur Erinnerung an die Erste Einzelausstellung ihres Werkes im November 1972 in der Kunstkammer Ludger Köster, Mönchengladbach; 12 Photos von Volker Brüggemann mit Notizen von Paul Köster, 1972
- Gefässe und Plastiken, zusammen mit Volker Brüggemann, Museum für Moderne Keramik, Deidesheim, 25. April – 8. Mai 1981; Hrsg.: Museum für Moderne Keramik, Deidesheim/Weinstrasse, 1981
- Keramik, Museum Historisches Rathaus Mölln, 7. September – 19. Oktober 2003; Hrsg.: Lauenburgischer Kunstverein e.V.; Katalogbearbeitung: Antje Brüggemann ; Hiltrud Lübbert, 2003